# Oddino Morgari
Oddino Morgari (Torino, 16 novembre 1865 – Sanremo, 24 novembre 1944) è stato un politico e giornalista italiano.

## Biografia
Proveniente da una famiglia torinese di pittori freschisti,  figlio del pittore Paolo Emilio Morgari e della pittrice Clementina Lomazzi, fratello di Luigi e Beatrice, Oddino Morgari, inizialmente  mazziniano, divenne socialista nel 1891 e due anni dopo fu eletto segretario della sezione torinese del PSI. Collaborò a La parola del povero, supplemento de Il Grido del Popolo, iniziando un'attività giornalistica che lo porterà nel 1908 a diventare direttore de l'Avanti!, organo del partito.
Fu deputato alla Camera dei Deputati dal 1897 al 1929, per 8 legislature. Si rese protagonista di una polemica relativa alla condizione di vita del deputato, da cui derivò l'istituzione di una indennità relativa al mandato parlamentare.
Fu il fondatore della corrente cosiddetta "riformista integralista", che  intendeva conciliare le diverse correnti interne al Partito (tra cui la corrente riformista e la cosiddetta "intransigente"), sulla base del comune richiamo al messaggio integrale del socialismo delle origini (rappresentato dalle figure di Andrea Costa e Camillo Prampolini). Così definiva l'integralismo Morgari su l'Avanti! del 30 settembre 1906: "sintesi dell'anima possibilista e dell'anima avvenirista del socialismo, dell'idealismo e della praticità, dell'azione diretta e dell'azione rappresentativa, dell'antistatalismo e  della legislazione statale, della rivoluzione  e della legalità, del sindacalismo e dell'antisindacalismo, dell'intransigenza e dell'affinismo".   La corrente integralista conquistò ben presto molti consensi e Morgari,  convinto assertore di un socialismo sentimentale, evoluzionistico, riformista, gradualista e pacifista, riuscì ad imporre la propria linea politica al congresso di Roma il 10 ottobre 1906, anche grazie all'appoggio dei riformisti di Turati. L'Ordine del giorno integralista ottenne  26.500 voti su 34.000 raccogliendo tutti i voti dei riformisti e l'adesione di molti dell'ala intransigente, tra cui Enrico Ferri.
Nel biennio integralista, il partito continuò a registrare profonde divisioni tra le varie correnti, in presenza di una forte crescita di proteste nel Paese (sciopero di Parma, disordini sindacali e politici, proteste per la lentezza delle riforme) e di una opposizione parlamentare "morbida" nei confronti del terzo governo Giolitti.  Morgari non riuscì però a conciliare realmente la linea politica integralista che, dopo pochi anni, si sciolse. Al congresso di Milano dell'ottobre 1910, in cui prevalgono i riformisti di Turati, Morgari  aderisce ai cosiddetti  “riformisti  di sinistra” guidati da Giuseppe Emanuele Modigliani e Gaetano Salvemini.
A partire dal 1911, con un viaggio in Estremo Oriente, iniziò la sua carriera di "diplomatico del socialismo", che intensificherà negli anni della prima guerra mondiale. Prese parte attivissima nella preparazione della Conferenza di Zimmerwald, salutò la vittoria bolscevica del 1917 e il 1º aprile 1919 inviò una lettera a Mosca in cui esprimeva l'adesione del PSI all'Internazionale Comunista. Dopo la seconda scissione subita dal PSI (1922), seguì Turati e Treves nel Partito Socialista Unitario (PSU). Rifugiatosi a Parigi per sfuggire alle persecuzioni fasciste, nel 1934, all'epoca del dibattito sul pacifismo socialista, si schierò per la difesa dell'Unione Sovietica e a favore del disfattismo rivoluzionario contro i regimi fascisti in caso di guerra. Nel 1939 fu eletto con Tasca e Saragat nel comitato di reggenza del PSI-sezione dell'IOS e del Nuovo Avanti.
A Torino gli è stata dedicata una via nel quartiere San Salvario.

## Fonti
- MIA, l'Archivio Internet dei Marxisti, su marxists.org.